# Carlo Anadone
Carlo Anadone (Casalvolone, 30 settembre 1851 – Novara, 8 marzo 1941) è stato un fotografo e pittore italiano.

## Biografia

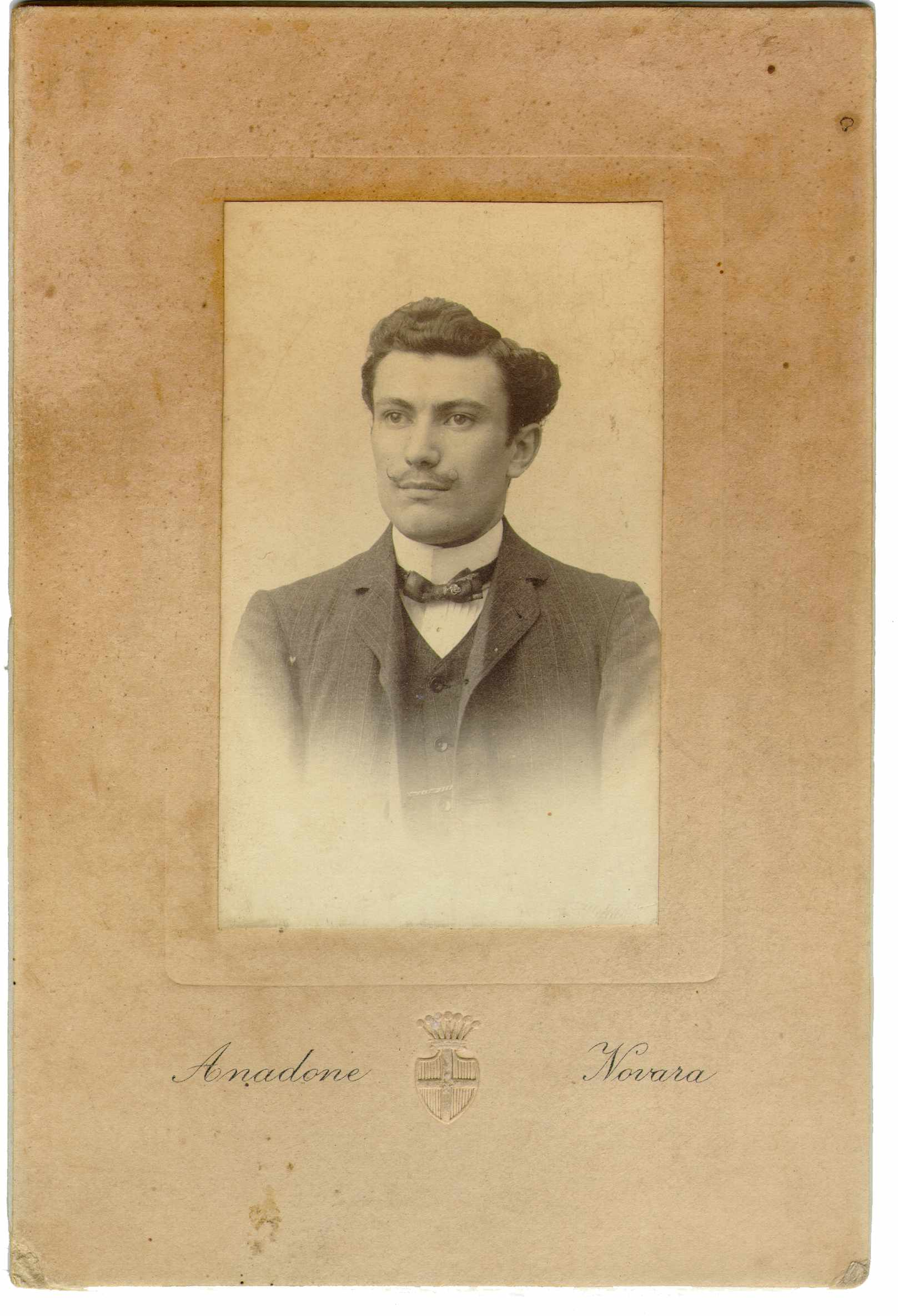
Ritratto di anonimo, eseguito da Carlo Anadone. Sulla cornice si riconoscono il nome del fotografo e lo stemma municipale di Novara.

Carlo Anadone nacque a Casalvolone, in Provincia di Novara, il 30 settembre 1851 da Giovanni e da Rosa Rizzogli. Come la maggior parte dei ragazzi di umili origini dell'epoca, fu avviato in tenera età al lavoro salariato nei campi del marchese Luigi Tornielli di Borgolavezzaro (1817-1890) e questa sarebbe stata l'occupazione di tutta la sua vita se il nobiluomo non lo avesse notato e indirizzato alla Società per l'incoraggiamento dello studio del disegno, fondata nel 1831 dal pittore Giacomo Geniani a Varallo, scuola che il giovane frequentò fino al completamento dei corsi. Si trasferì poi a Torino per apprendere la pittura all'Accademia Albertina.

Copertina del catalogo delle opere artistiche della Diocesi di Novara, pubblicato, in occasione della citata mostra in Laterano, con un'introduzione di Antonio Massara.

Rientrato a Novara e trovata una occupazione come restauratore di vecchie tele appartenenti a famiglie benestanti, cominciò ad appassionarsi allo sviluppo della tecnica fotografica. Divenne ben presto il fotografo più noto della città, tanto da potersi fregiare dello stemma comunale, soprattutto per l'esecuzione di ritratti di singole persone e gruppi famigliari borghesi. Periodicamente esponeva queste immagini nelle vetrine dei negozi, suscitando l'ammirazione dei concittadini, come è confermato dalle cronache dei giornali di fine Ottocento.
Raggiunto un certo benessere economico ed aperto uno studio proprio presso l'abitazione in via Dolores Bello, Anadone cominciò a dedicarsi alla fotografia d'arte, facendosi conoscere anche fuori dalla città. Degna di nota rimane, infatti, la sua collezione La Vergine nell'arte nella Diocesi di Novara, presentata a Roma all'Esposizione Mariana del 1904, dove occupò un'intera ala del palazzo del Laterano e vinse la medaglia d'oro. Risale ad un periodo successivo, invece, un reportage riguardante la coltivazione del riso dalla semina alla brillatura, acquistato dall'allora Ministro dell'agricoltura, mentre i negativi vennero acquisiti dal comune di Novara.
Negli stessi anni Anadone lavorò anche per privati e per numerose organizzazioni religiose e non di Novara, come la Congregazione di San Luigi Gonzaga e l'Ordine degli Ingegneri e Architetti.
Alternando sempre l'attività di fotografo a quella di restauratore, Anadone curò la quadreria dei marchesi Tornielli conservata al castello di Barengo ed eseguì lo strappo e la ricollocazione di affreschi di pregio da pareti rovinate a luoghi meglio conservati, come fece nel 1930: in quell'anno asportò un Crocifisso attorniato da angeli di ignoto maestro del Quattrocento da una parete interna del vecchio e pericolante campanile della parrocchiale si Sant'Andrea di Novara per porlo nel salone dell'Arengo nel Broletto. Nello stesso locale ricollocò, su disposizione dei marchesi Tornielli che avevano deciso di donarli al comune di Novara, altri affreschi strappati dalla chiesa di San Clemente di Barengo.
Occorre inoltre ricordare che Anadone, morto a Novara l'8 marzo 1941, fu anche pittore ed uno dei suoi quadri, La morte di Cleopatra, è ancora oggi conservato nel Museo Civico.

## Mostre
La figura di Carlo Anadone e le sue fotografie sono state oggetto, nell'autunno del 2005, di una mostra a cura dell'amministrazione comunale di Casalvolone, dell'Associazione Culturale "Turismo & Cultura" di Sizzano e della Società Fotografica Novarese, esposta prima nella stessa Casalvolone e successivamente ripetuta presso l'Azienda Ospedaliera "Maggiore della Carità" di Novara.